# 琵琶鱒
琵琶鱒（学名：[Oncorhynchus masou rhodurus] 错误：{{Lang}}：文本有斜体标记（帮助））即琵琶湖樱鳟，是鲑科麻哈鱼属的一种——樱鳟分布在日本琵琶湖流域的一个陆封亚种，體長可達44.2公分，棲息在底中層水域，在雨後水位上漲時，上朔到琵琶湖上游的各個河川產卵，在每年的5、6月體長約在80~100mm的亞成魚會降至琵琶湖，不過也有一些河川殘留型，一生棲息在溪流中。成魚以香魚、イサザ等魚類為食 ，繁殖期為10~11月，幼魚主要以水生昆蟲為食，亞成魚則以淡水鉤蝦目等甲殼類為食
，可做為食用魚。